# Odwód
Odwód – wydzielone siły i środki pozostające w dyspozycji dowódcy niezaangażowane początkowo w walce. Odwód tworzy się i zachowuje na wypadek konieczności wykonywania działań nieprzewidzianych, które mogą wyniknąć dopiero w toku działań bojowych bądź w celu użycia go w momencie działań rozstrzygających. Jest elementem ugrupowania bojowego.

## Charakterystyka odwodu
W odróżnieniu od drugiego rzutu, dla którego zawczasu przewidziano i zaplanowano konkretne zadania, siły odwodu pozostawione są w gotowości do użycia w razie zaistnienia nieprzewidywanych okoliczności. Im sytuacja jest mniej pewna, bardziej niebezpieczna i trudniej przewidzieć przebieg działań, tym występuje większa konieczność ubezpieczenia się przed niespodziankami siłą odwodów. Natomiast im wojska własne są  silniejsze, zdolne narzucić przeciwnikowi przebieg działań według własnego scenariusza, tym mniejsza występuje potrzeba trzymania sił w odwodzie. Istnieje znacząca różnica między odwodami strategicznymi, operacyjnymi i taktycznymi. Według Stefana Mossora dowódca taktyczny powinien zawsze troszczyć się o to, aby nie wprowadzić do walki swych odwodów przedwcześnie, o tyle dowódca operacyjny będzie się wystrzegał, aby ich nie wprowadzić za późno, bo może już nie zdążyć ich wykorzystać. Carl von Clausewitz w swoim dziele O wojnie wykazywał, że strategia nie uznaje głębokiego ugrupowania. Według niego powinno się dążyć do wykorzystania całości sił w jednym rzucie. Takie właśnie postępowanie było bardzo charakterystyczne dla doktryn Helmutha von Moltke i Alfreda von Schlieffena. Ten drugi twierdził, że najlepszymi odwodami są samochody naładowane amunicją.
Przeznaczenie odwodu
- w natarciu – do potęgowania uderzenia, rozbicia sił broniących drugiej pozycji obrony oraz rozwinięcia powodzenia pierwszego rzutu. W sytuacji pilnego obezwładnienia części sił pierwszego rzutu może przejąć ich zadanie; części jego sił odwodu może być wykorzystana do podjęcia walki z taktycznym desantem powietrznym (TDP) przeciwnika, osłony skrzydeł czy odpieranie kontrataków[4][5].
- w obronie – do wykonywania kontrataków w celu odtworzenia przedniej linii obrony; może również wzmacniać obronę na zagrożonych kierunkach poprzez zajmowanie rubieży ogniowych, broniąc drugiej pozycji i stwarzając w ten sposób warunki do wykonania zwrotu zaczepnego przez przełożonego; jest również odpowiedzialny za prowadzenie walki z elementami ugrupowania przeciwnika, które znalazły się w tylnym pasie obrony[6].

## Inne rodzaje odwodów
Zależnie od składu i przeznaczenia wyróżnia się też:
- odwód artyleryjski
- odwód pancerny
- odwód przeciwpancerny
- odwód inżynieryjny
- odwód przeciwdesantowy
  - w obronie przeznaczony jest do podjęcia walki z desantem  powietrznym przeciwnika, który wylądował w tyłowym rejonie obrony. Rozmieszcza się go w rejonie obiektu, którego uchwycenie jest opłacalne dla zapewnienia przeciwnikowi wysokiego tempa natarcia. Jeśli brak jest pewności co do miejsca lądowania ewentualnego desantu, to wszystkie elementy ugrupowania bojowego znajdujące się w tylnym rejonie obrony powinny być gotowe do wydzielenia sił do walki z desantem[8].

i inne

## Rozmieszczenie i skład
Odwody rozmieszcza się w głębi ugrupowania  wojsk w miejscu ułatwiającym szybkie ich wykorzystanie.
Jeśli odwód otrzyma zadanie wejścia do walki,  dowódca powinien dążyć do jego odtworzenia. Odtwarzanie odwodów jest istotnym elementem w reagowaniu zarówno na planowaną jak i nieoczekiwaną sytuację pola walki. Odwody zapewniają swobodę działania elementom ugrupowania bojowego.
W skład odwodów ogólnowojskowych powinny wchodzić pododdziały (oddziały) zmechanizowane i pancerne przeznaczone do:
- wzmocnienia obrony oddziałów (pododdziałów) pierwszego rzutu,
- zatrzymania przeciwnika włamującego się w głąb obrony,
- walki z desantami powietrznymi przeciwnika;
- ochrony rejonów tyłowych.